# Technik Museum Speyer

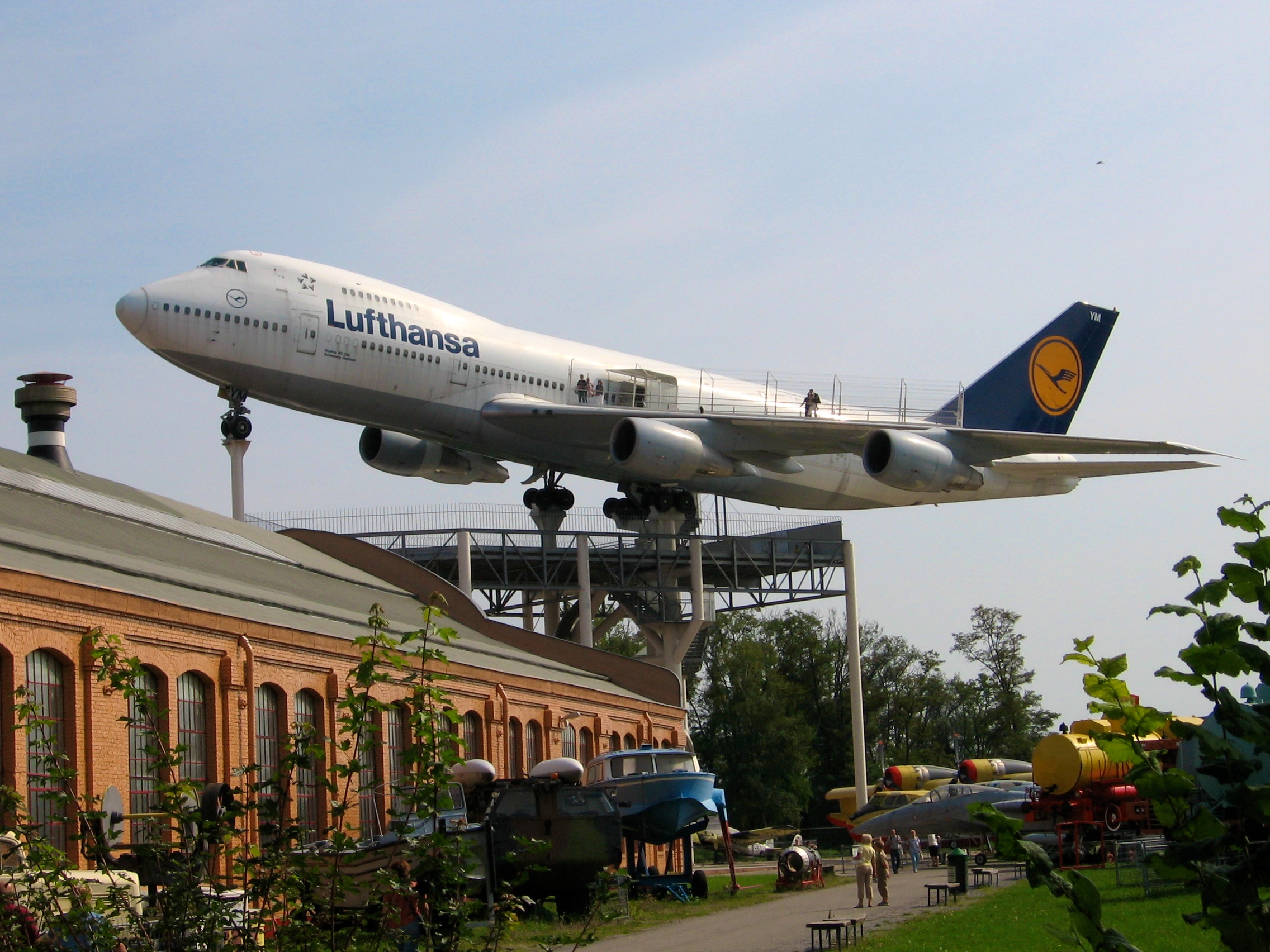
Il Boeing 747 della Lufthansa esposto nella Liller hall.

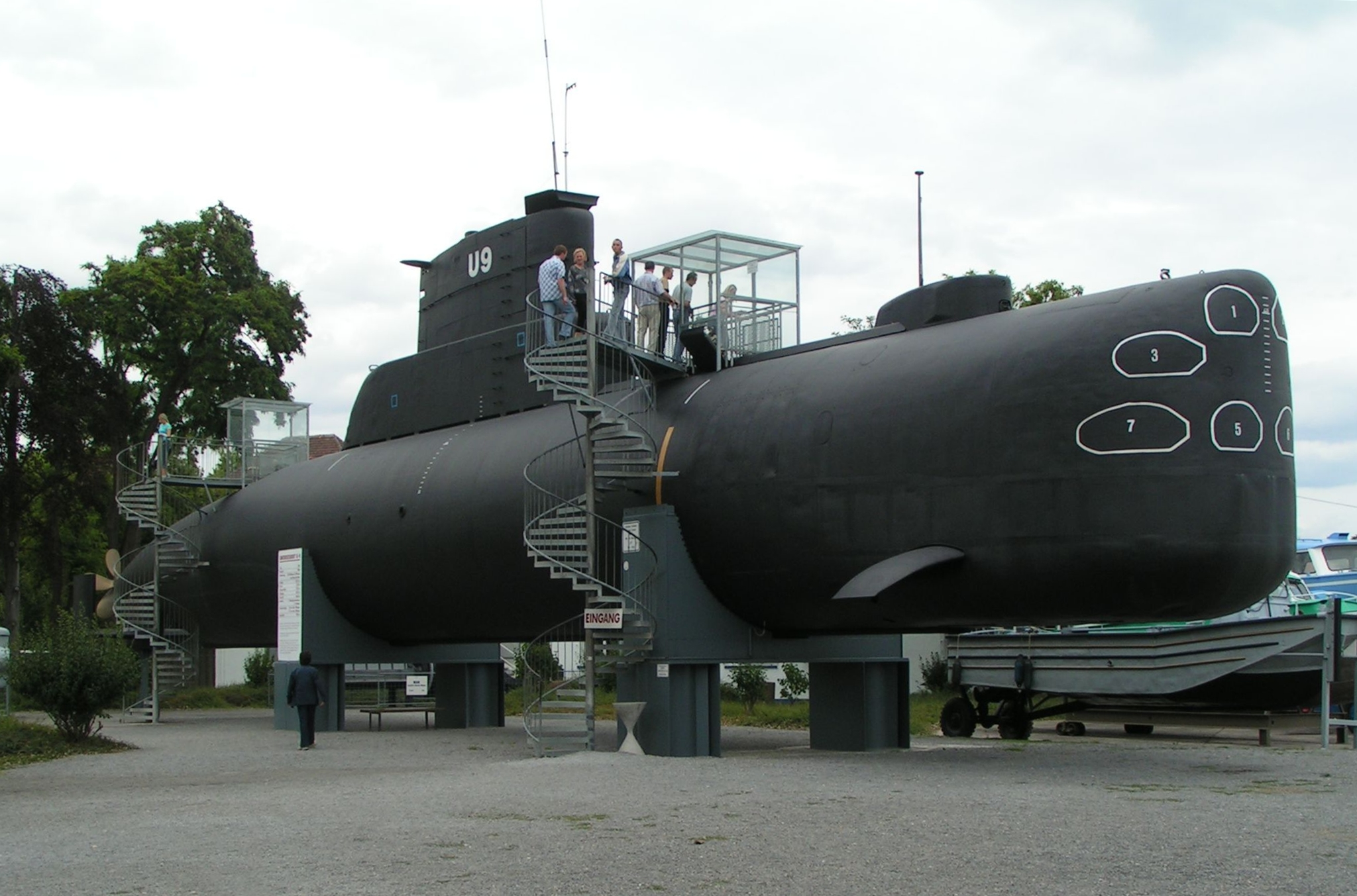
Il sommergibile U-9 esposto al museo.

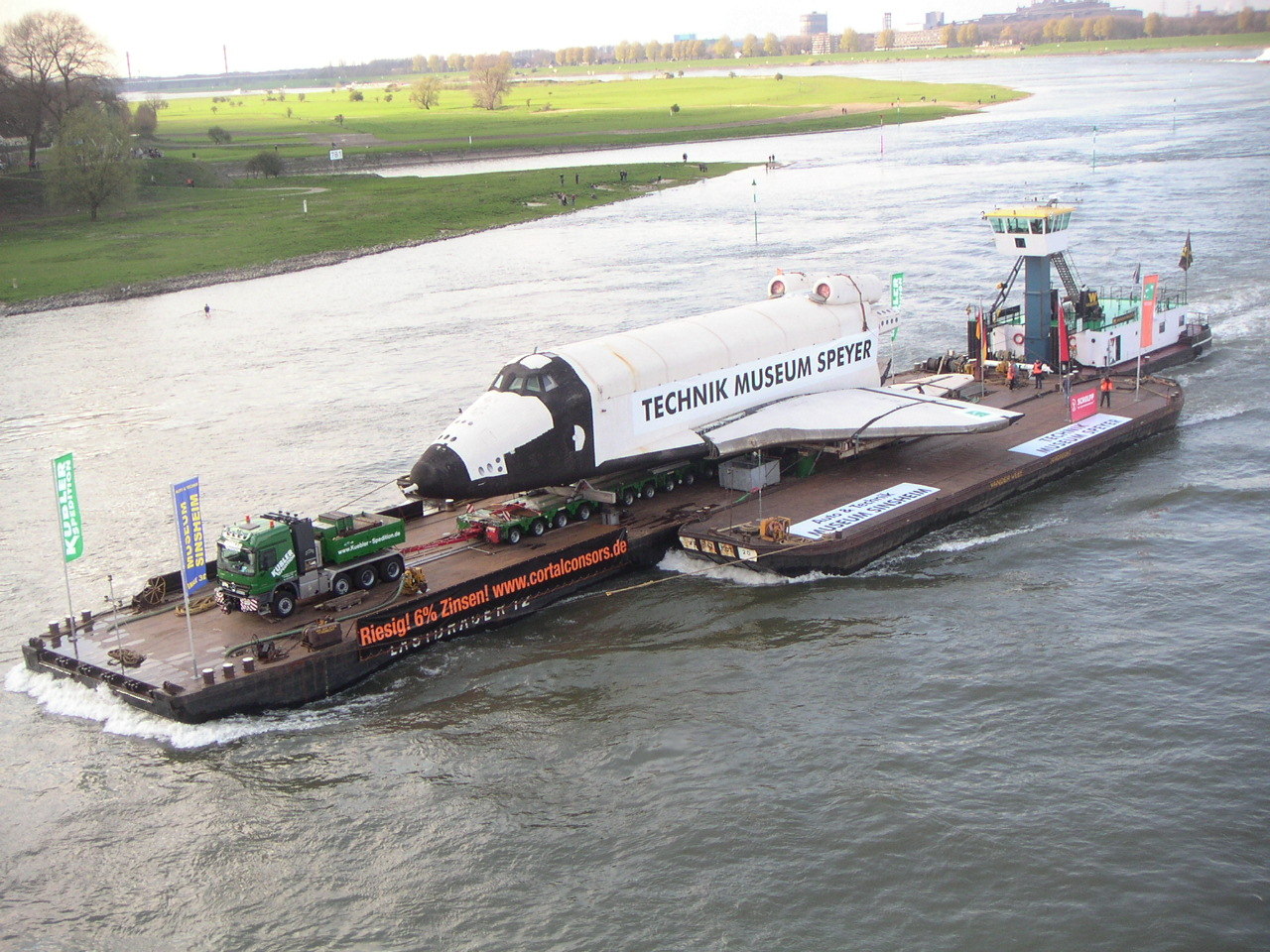
Trasporto del Buran (OK-GLI) verso Speyer

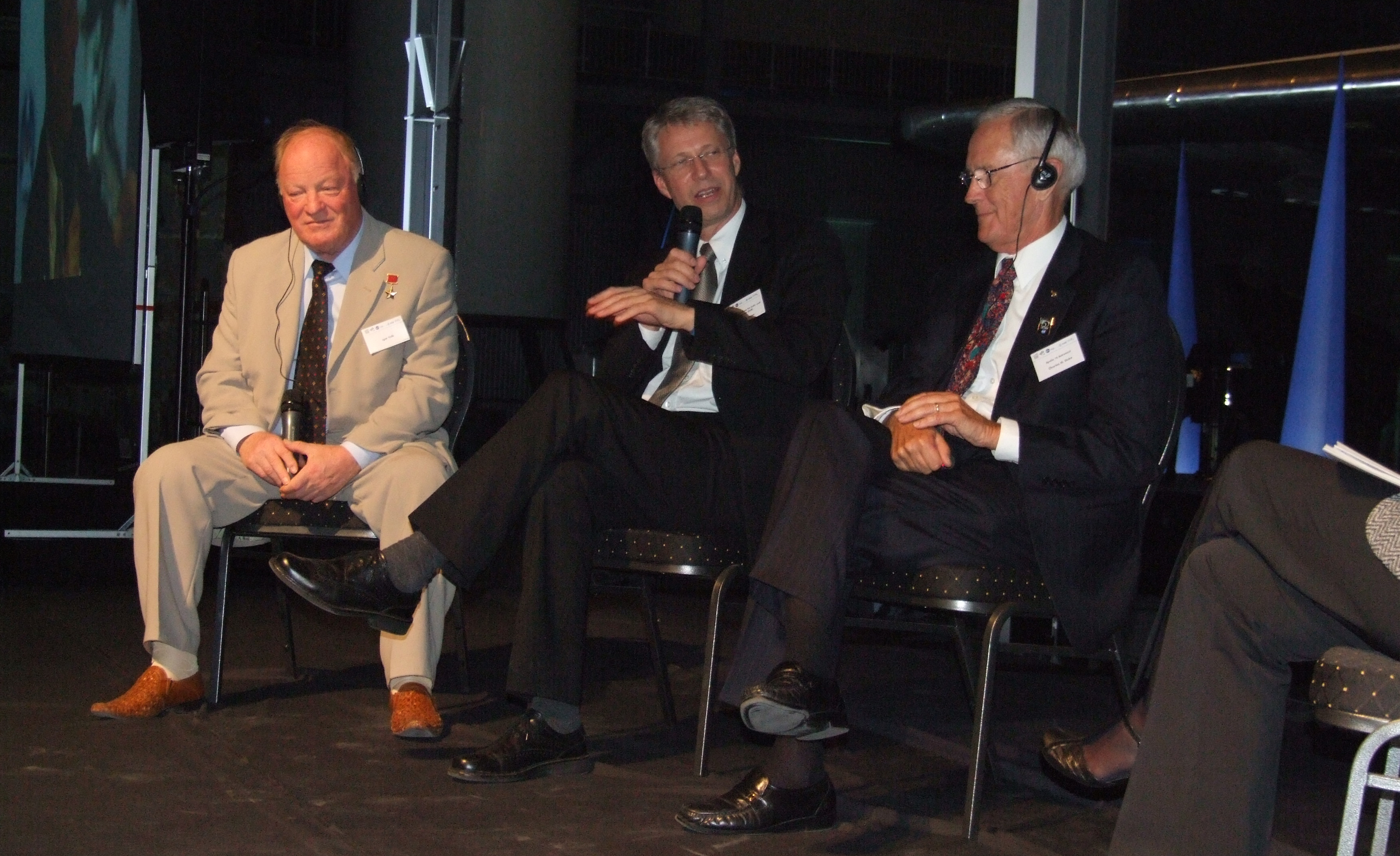
OK-GLI-Testpilot Igor Wolk, l'austronauta tedesco Thomas Reiter e americano Charlie Duke all'apertura del salone Spazio „Apollo and beyond“ con il Buran OK-GLI il 2. ottobre 2008.

Il Technik Museum Speyer (Museo della tecnica di Spira) è un museo tecnologico situato a Spira, in Germania. Inaugurato nel 1991 come sezione esterna del Auto- und Technikmuseum Sinsheim (Museo dell'automazione e della tecnica di Sinsheim), espone mezzi aeronautici (aerei ed elicotteri) e navali, locomotive, autovetture d'epoca e motociclette, vari tipi di motori e parti meccaniche, strumenti musicali.
Il Technik Museum Speyer ha ospitato, al 2004, più di 2.000 mostre su un'area espositiva (interna ed esterna) di 150.000 m² complessivi. Il polo museale possiede anche un cinema con schermo IMAX Dome e accoglie più di mezzo milione di visitatori all'anno.
Il club Auto & Technik Museum conta oltre 2.000 membri.

## Storia
L'edificio principale, la sala "Liller", classificato come monumento storico, fu costruito nel 1913 a Lesquin vicino a Lilla in  Francia settentrionale per la ditta Thomson di Houston (USA). Durante la prima guerra mondiale nel 1915 l'intera sala fu smantellata dalle truppe tedesche e trasportata a Spira (Speyer), dove fu ricostruita e utilizzata come capannone di produzione per la ditta del Palatinato di costruzione di aerei Pfalz-Flugzeugwerke.
La Pfalz-Flugzeugwerke era stata fondata nel 1913, e costruì una fabbrica di aerei sul terreno di quello che oggi è il museo della tecnologia dove produsse aerei fino al 1918.
Nel 1918, dopo la perdita della prima guerra mondiale, la Pfalz-Flugzeugwerke fu confiscata dalle truppe francesi e il terreno fu utilizzato fino al 1926 come parcheggio automobilistico militare. Le ultime truppe francesi si ritirarono da Spira nel 1930.
Negli anni dal 1937 al 1945 il complesso fu utilizzato come officina di riparazione e revisione per aerei dalla fabbrica di aerei "Saarpfalz".
Dopo la seconda guerra mondiale, il sito fu utilizzato come caserma dal 1945 al 1984 dalle truppe di occupazione francesi e ulteriormente ampliato. La cosiddetta "Caserma Martin" è stata restituita alle autorità tedesche il 30 dicembre 1986 dalle Forze armate francesi.
Inizialmente ci furono dei piani per accogliervi un centinaio di militari della Polizia federale di frontiera. La recinzione rinforzata con filo spinato sul lato sud risale ancora a questo periodo. Dopo che questi piani furono abbandonati, la Sala di Lilla nel 1990 e nel dicembre 1992 tutto il sito di 18,5 ettari con l'eccezione di 1,6 ettari, su cui si trovava una compagnia di autobus, furono venduti ai proprietari del Technik Museum Sinsheim che non aveva più possibilità di espandersi a Sinsheim.
Di conseguenza, prima la Sala di Lilla e poi l'edificio Wilhelm furono rinnovati e le superfici più grandi furono utilizzate per il museo. L'ex mensa della caserma è utilizzata come ristorante. I quartieri degli ufficiali e l'infermeria sono stati trasformati in un albergo. Infine, a nord della sala di Lilla sono stati costruiti due cinema IMAX e un'ampia area d'ingresso.

### Cronologia
Poiché il Auto- und Technikmuseum Sinsheim non aveva aree su cui espandersi, alla fine degli anni '90, l'associazione "Auto & Technik Museum" ha aperto una seconda area di esposizione su quello che oggi è il Museo della Tecnica di Spira. Il museo della tecnica è stato inaugurato nel 1991.
Il sottomarino U 9 della marina tedesca raggiunse il museo nel 1993. Nello stesso anno nella ex officina del museo è stato aperto un museo navale.
Nel 1995 è stato inaugurato l'hotel presso il Museo della Tecnica. L'hotel è stato ampliato negli anni 1997, 1999 e 2000.
Nel 1997 iniziarono i lavori per convertire l'edificio amministrativo della Pfalz-Flugzeugwerke nell'edificio "Wilhelm" del museo. La ristrutturazione è stata completata nel 2000. Anche la locomotiva a vapore cinese Qian Jin è stata esposta nel museo e il cinema  IMAX DOME è stato aperto.
Nel 1999 l'aereo da trasporto Antonov An-22 è stato trasportato al museo. Nel 2002 un Boeing 747 ("Jumbo Jet") è stato montato in posizione di volo su un telaio metallico nel museo della tecnologia.
Nel 2003, il programma televisivo " Il municipio" è stato girato nell'area del museo. Nel 2004 la casa galleggiante della Kelly Family è stata donata al museo, nel 2004 è stata inaugurata una sala da 350 posti per conferenze e incontri e nel 2008 è stata esposta una navetta spaziale del tipo Buran. Nel 2010 la mostra dedicata allo spazio si è arricchita di una capsula spaziale Soyuz originale.

## Attrazioni

### Aerei
Fra le principali attrazioni ci sono il più grande aereo a elica costruito in serie al mondo, l'Antonow An-22, il sottomarino U9 della Marina tedesca, l'orbiter russo Buran e un Boeing 747 - 200 con il numero di registrazione D-ABYM di Lufthansa, dove i visitatori possono entrare all'interno e anche camminare sull'ala sinistra. Dal jumbo jet, montato su un telaio alto 20 metri, si ha una buona vista panoramica sul parco del museo e la vicina città di Spira. Quasi tutti i reperti possono essere visti anche dall'interno.

### Sala dello Spazio (Raumfahrthalle) con il Buran OK-GLI e la mostraApollo and beyond
Dal 2 ottobre 2008 il museo possiede una "Sala dello Spazio" ("Raumfahrthalle"), il cui stile si orienta al museo dello Spazio della NASA.
L'attrazione principale della mostra è un prototipo dello space shuttle sovietico-russo Buran, il OK-GLI, con il quale, entro il programma dello space shuttle della Unione Sovietica, in 24 voli di test è stato studiato il comportamento di volo nella atmosfera e l'atterraggio completamente telecomandato. La navetta ha raggiunto Spira l'11 aprile 2008 dopo un trasporto navale sul Reno seguito dalla stampa.
L'esposizione Apollo and beyond mostra la storia dei viaggi spaziali con equipaggio dagli inizi nei primi anni 1960 fino alla Stazione Spaziale Internazionale (ISS).  Oltre agli originali di tute spaziali, motori e componenti, nonché modelli grandi e piccoli, vengono mostrati oggetti e cimeli che sono stati riportati a Terra dallo spazio e dalla Luna. I tabelloni illustrati in tedesco e inglese forniscono ulteriori informazioni.

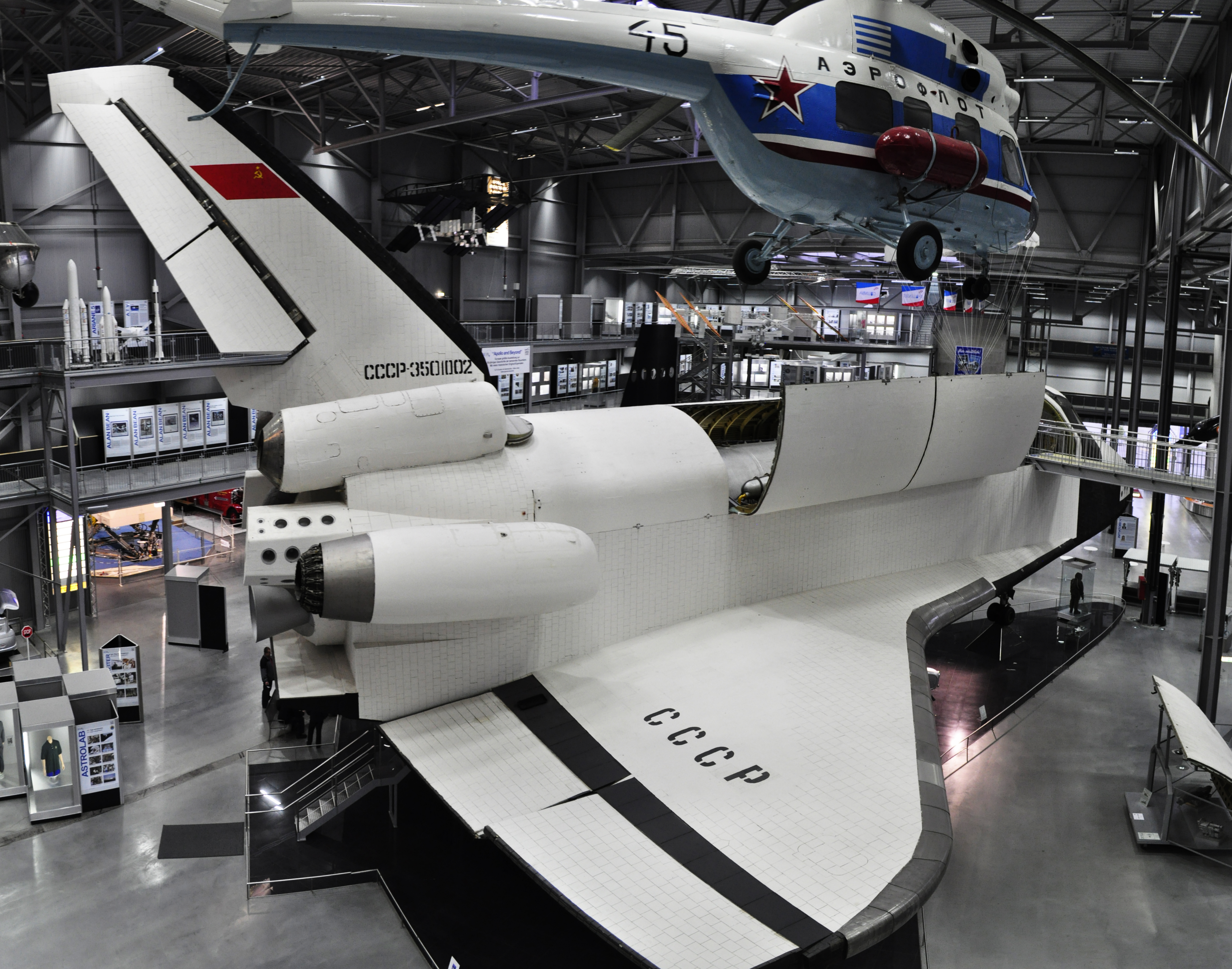
Prototipo del sovietico Buran 1.01

## Collezione
I principali veicoli esposti e accessibili ai visitatori, sono:
- un Boeing 747 donato dalla Lufthansa nel 2002
- uno shuttle (OK-GLI) utilizzato per i test aerodinamici nell'ambito del programma spaziale sovietico Buran
- un aereo da trasporto sovietico Antonov An-22
- un U-Boot della Classe U-205 (U-9) che fu operativo nella Bundesmarine, la marina militare prima della Repubblica Federale Tedesca poi Germania "riunificata", tra il 1967 e il 1993.
- Locomotive:

„Qian Jin“2655 cinese
E 431.037 delle Ferrovie dello Stato
Hanomag-Dampflokomotive G8.1 55 3528
„Krokodil“ 14 267
42 1504 da guerra
LKM-Cfl-Lok auf einem 12-rädrigen SEAG-LS70 Straßenroller
DB-Baureihe V 200.0
Preserie della Wehrmachtslokomotive WR 360 C 14
- Dassault Mercure 100, Messerschmitt Bf 109 G-4, Junkers Ju 52/3m, Vickers Viscount V814

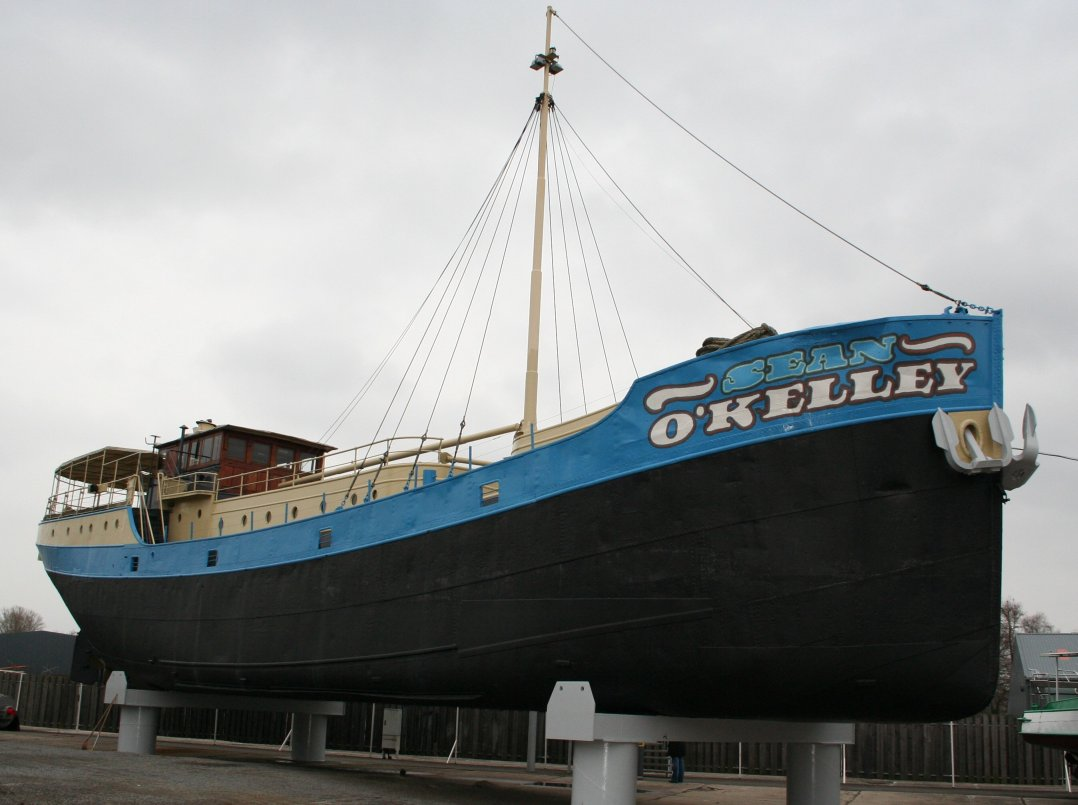
Hausboot della Kelly Family

- Elicotteri
- Oldtimer
- KW 15 della Magirus-Deutz
- SAR John T. Essberger

- Hausboot e Bus della Kelly Family
- „The Tree“ di Rüdiger Nehberg
- Motociclette
- Transrapid 04
- Strumenti musicali
- 26 motociclette di Friedel Münch[5]
- Mostre annuali di Ford, Mini, Lancia, Renault, BMW, VW Golf.

## Museum Wilhelmsbau
Il Museum Wilhelmsbau detto anche Schatzkiste presenta esposti:
- Armi storiche
- Bambole
- Moda ed accessori storici
- Oggetti storici
- Collezione di orologi

Collezione di strumenti musicali.
- Tanzorgeln e Orchestrion
- Pianola e Flügel
- Drehorgel
- Flötenuhr
- Polyphon
- Grammofono
- Automatismi musicali
- Chordefone
- Symphonium

Marche presenti Imhof & Mukle, Weber, Popper, Hupfeld, Steinway & Sons e Welte.